# Église Sainte-Radegonde de Talmont
Pour les articles homonymes, voir Église Sainte-Radegonde.
L’église Sainte-Radegonde est une église paroissiale catholique située à Talmont-sur-Gironde, dans le département français de la Charente-Maritime et la région Nouvelle-Aquitaine.
Édifiée sur une falaise surplombant l'estuaire de la Gironde, cette église est parfois considérée comme l'archétype du style roman saintongeais.
Elle fait partie de la paroisse Notre Dame de l'Estuaire, située à Cozes.
L'église bénéficie d'une communication avec ses visiteurs et habitués via ses réseaux sociaux grâce à la création du compte Instagram et d'un compte Twitter par un des membres de l'équipe de l'église en juillet 2021.

## Historique
L'église Sainte-Radegonde est édifiée à partir du XIe siècle à l'initiative des bénédictins de l'abbaye de Saint-Jean-d'Angély, lesquels auraient fait du sanctuaire une étape sur l'un des chemins de Saint-Jacques-de-Compostelle. Ainsi, après avoir suivi la Via Turonensis jusqu'à Saintes, certains jacquets auraient choisi de se rendre à Talmont d'où ils auraient embarqué pour la basilique de Soulac, sur l'autre rive de l'estuaire de la Gironde, poursuivant leur périple par la voie de Soulac.
Bien qu'une plaque commémorant le pèlerinage ait été apposée à proximité de l'église par la « Société des amis de Saint-Jacques », l'importance - sinon la réalité - de celui-ci se heurte à l'absence de preuves tangibles antérieures au milieu du XXe siècle.
La transformation du village en bastide par le roi d'Angleterre Édouard Ier, duc d'Aquitaine, implique la fortification d'une partie de l'église. Un chemin de ronde est édifié au-dessus de l'abside. Cependant, ce ne sont pas les guerres qui provoquent la destruction d'une partie de l'église, mais une violente tempête qui cause l'effondrement d'une partie de la falaise servant d'assise à l'édifice. Les deux premières travées de la nef et une partie de la crypte sont emportés par les flots. Des travaux de consolidation sont effectués par la suite, tandis qu'une nouvelle façade gothique est édifiée.
L'église est classée monument historique le 30 août 1890.
Les premiers travaux de restauration importants interviennent dès 1929, année qui voit le dégagement d'une partie de la crypte-ossuaire. Celle ci a été découverte lors de "fouilles faites devant le côté Ouest de l'église. Elle a une forme de navire, mesurant 9 mètres sur 4 mètres, et des monnaies carolingiennes y ont été trouvés. L'originalité de cette forme a son intérêt accru du fait que la crypte prend sa base sur un rocher de 12 mètres, et que , sur ses dix faces, quatre se trouvent à un mètre de la mer. L'état actuel des fouilles, arrêtées à une profondeur de 4 mètres, permet de prévoir en dessous des indices d'une seconde crypte. Les ossements trouvés au cours des fouilles ont été déposés dans un ossuaire creusé à cet effet." (transcription de l'article du journal La Croix du 6 décembre 1928, page 5/6) 
En 1935, la coupole et la base du clocher sont remis en état à leur tour. Cependant, dans les années de l'immédiat après-guerre, l'érosion de la falaise semble condamner l'église à un effondrement inéluctable. 
En 1946, l'écrivain Pierre-Henri Simon, futur membre de l'académie française, originaire de la localité voisine de Saint-Fort-sur-Gironde, écrit à propos de l'église :
« À la pointe du rocher, blessée mais immuable, les vents ne cessent de la frapper ; les jours de tempête, elle est enveloppée d'écume. Elle est vraiment la nef ancrée sur les flots. Je ne connais pas de plus belle image (...) de l'éternel au cœur de l'histoire »
L'église doit son sauvetage à André Malraux, alors ministre des affaires culturelles. Devant une affiche représentant l'église fragilisée, il déclara un jour à des visiteurs :
« Voyez ces pierres sublimes, indifférentes aux rumeurs des âges... »
La deuxième loi de programme portant remise en valeur du patrimoine monumental, dite loi Malraux permet des travaux de consolidation de la falaise, préalable à une campagne de restauration en profondeur menée par l'architecte des monuments historiques Michel Mastorakis.
Les travaux ne sont pas sans soulever de polémiques : de fait, l'édifice se trouve « expurgé » de ses éléments postérieurs au XIIe siècle. Le chemin de ronde est démoli, la base du clocher dégagée. Enfin, certaines sculptures sont refaites dans le goût du XIIe siècle, dans un souci d'harmonisation de l'édifice.

## Description

### Extérieur

Vues extérieures
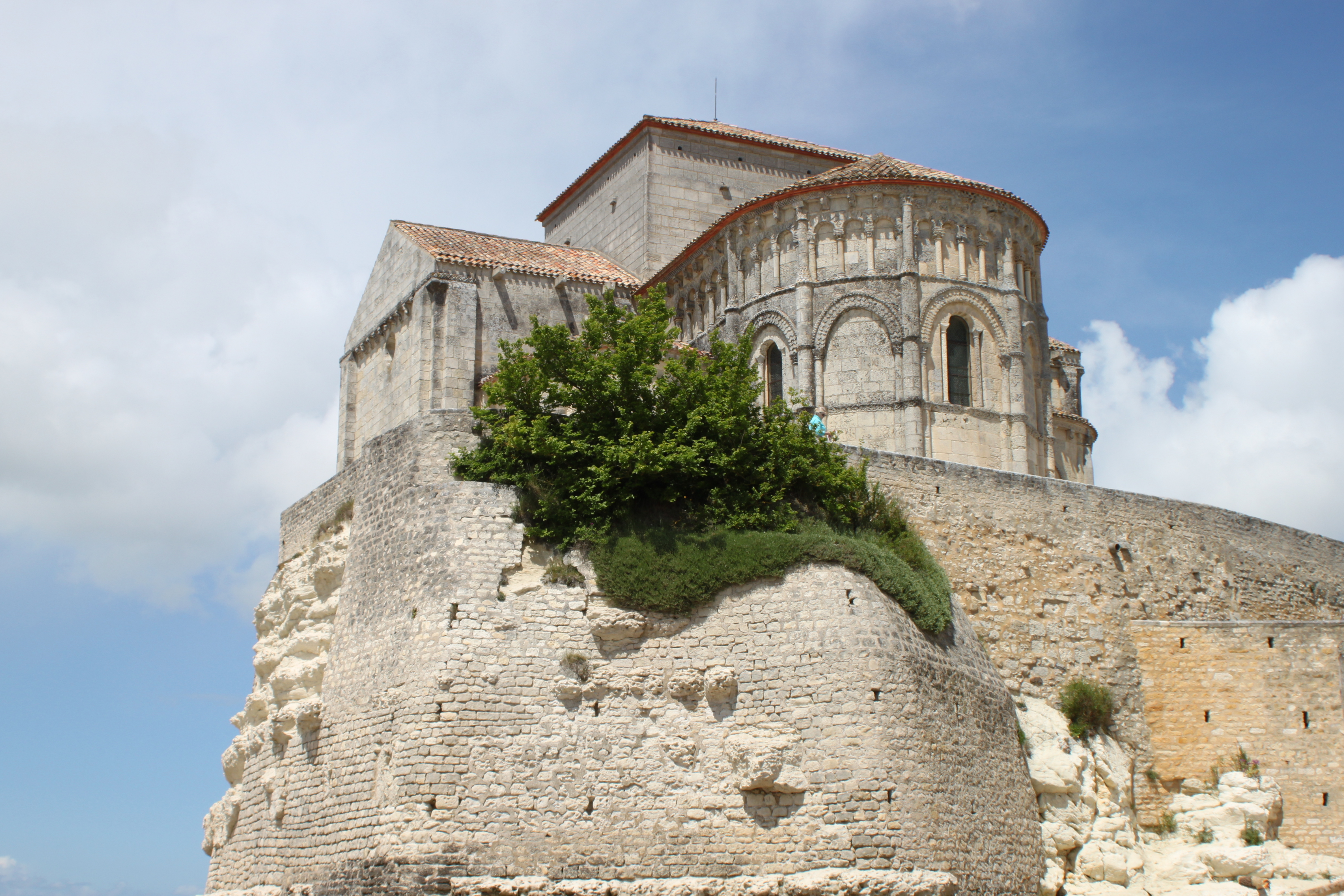
Vue de la petite conche.
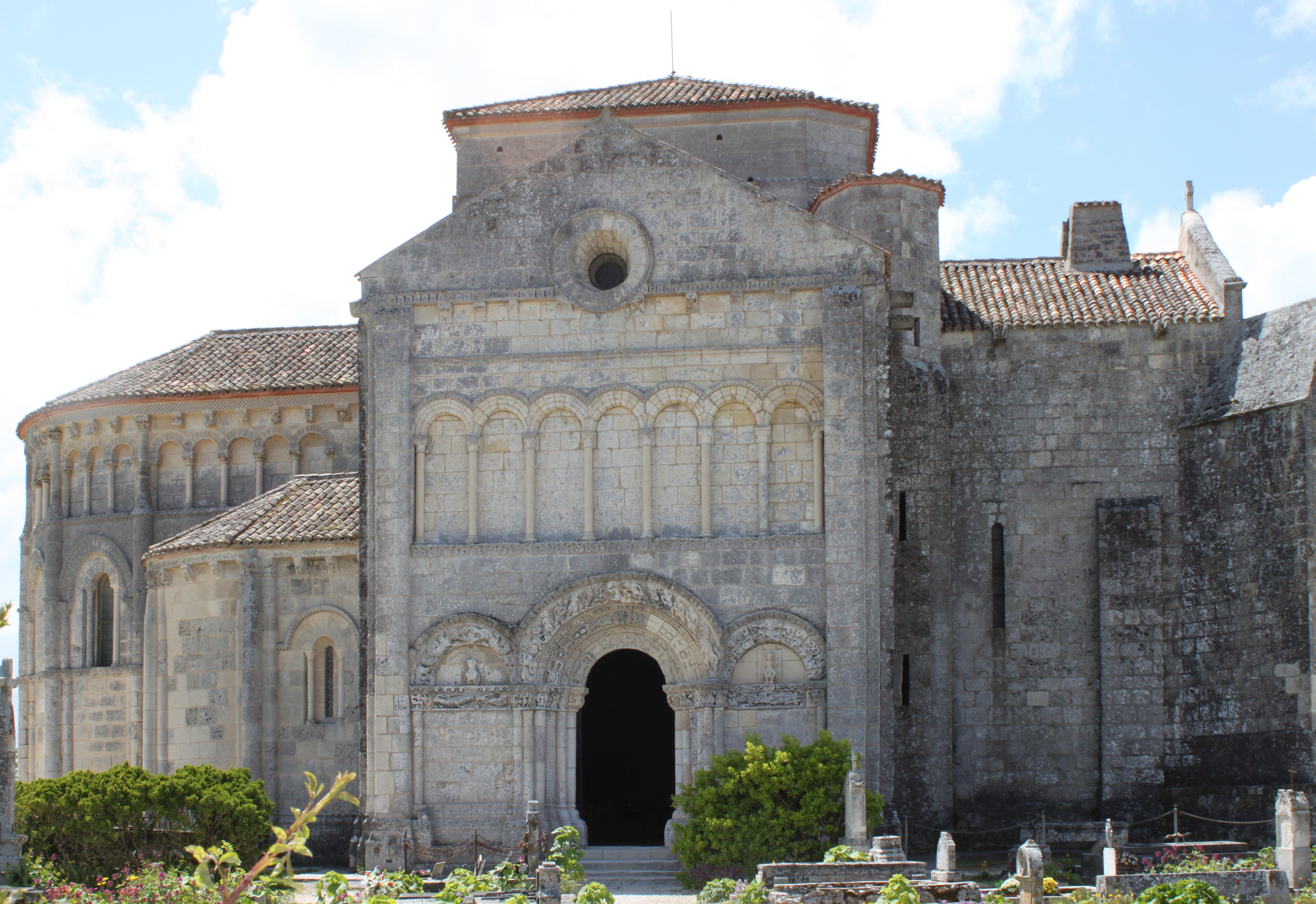
Façade nord.
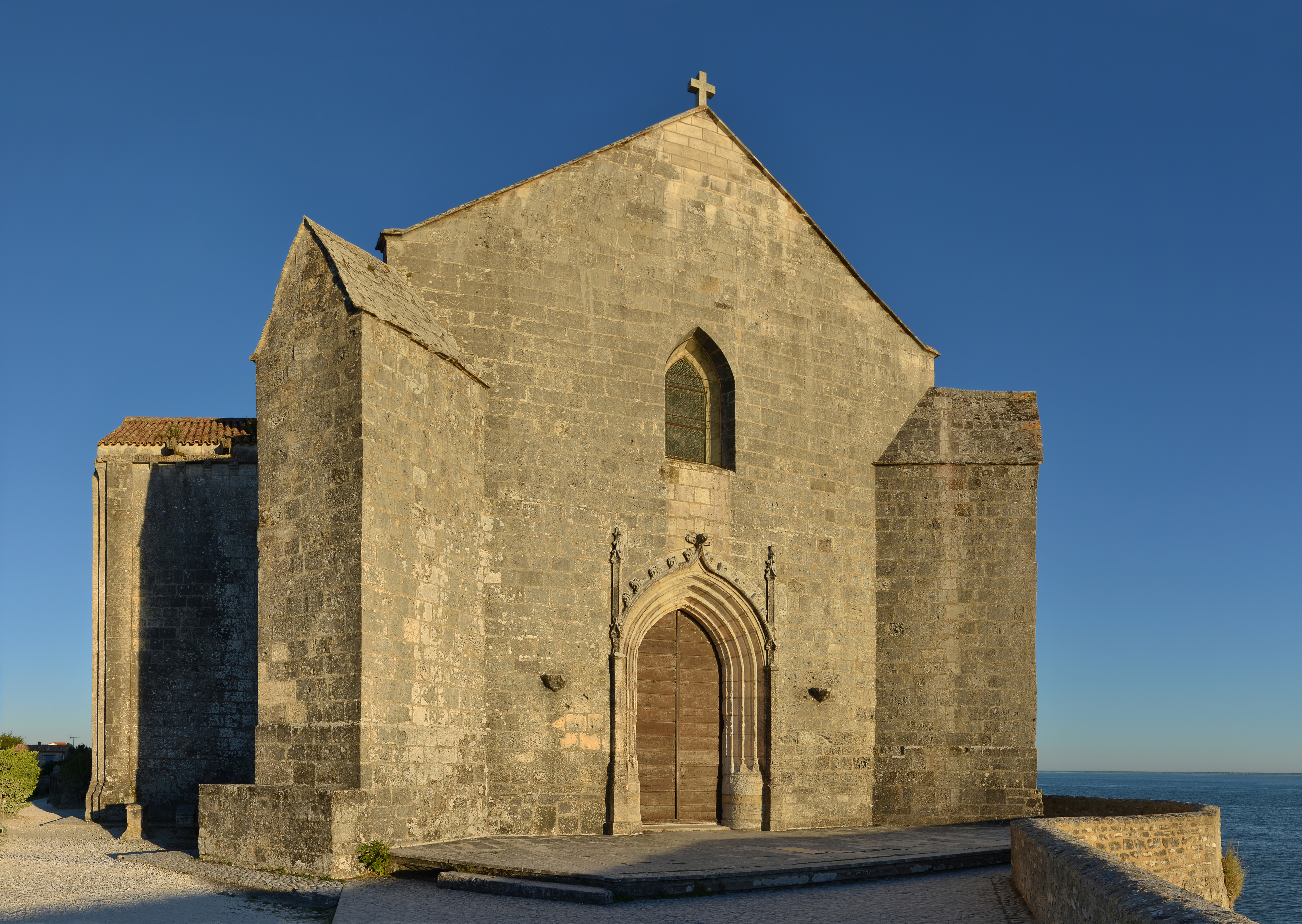
Façade ouest.

#### Façade nord

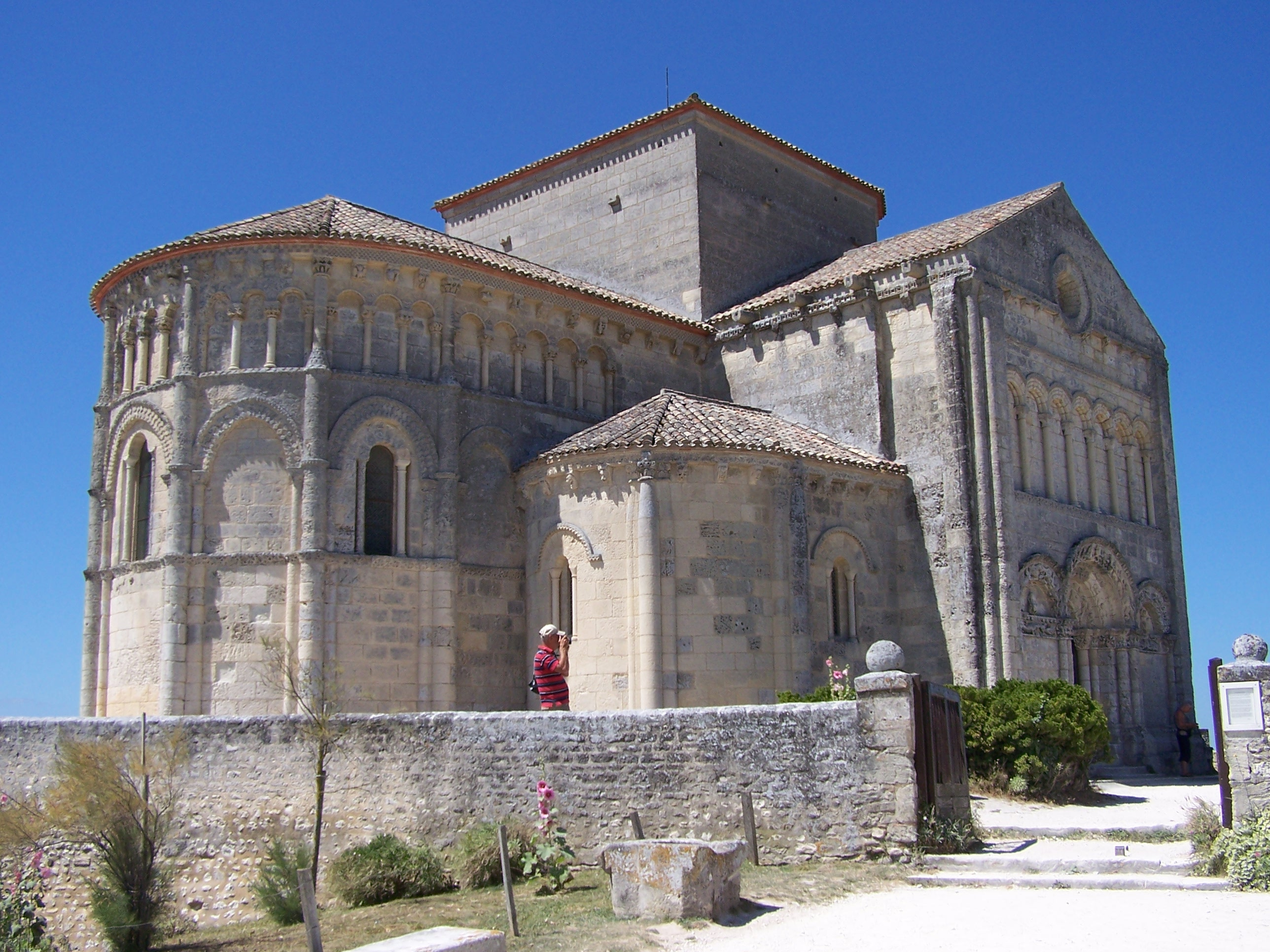
Chevet et portail nord de l'église Sainte Radegonde.

La façade latérale nord, typique de l'art roman saintongeais, s'oppose à la sobriété de la façade occidentale, refaite dans un style gothique assez sec après l'effondrement d'une partie de l'édifice au cours d'une violente tempête, ou à la face latérale sud, exposée aux intempéries. Cette façade nord se développe sur trois registres verticaux.
Dans sa partie inférieure s'ouvre un portail à trois voussures, flanqué de deux arcades, tandis que la partie intermédiaire comporte une série de sept arcades supportées par des colonnettes et que la partie supérieure, formant pignon, est ornée d'un oculus.
Les sculptures du portail sont caractéristiques de la pensée médiévale selon laquelle la pierre doit être « la Bible des illettrés » : elles sont des sermons imagés.
Sur la voussure supérieure, des hommes tirent avec une corde un animal prisonnier, tandis que la voussure centrale montre des hommes portés les uns par les autres, « échelle humaine », possible métaphore de la communauté chrétienne unie et solidaire. Enfin, la voussure inférieure montre des anges honorant l'agneau pascal, symbole du christ.
Les voussures ornant les deux arcades latérales représentent l'enfer et le paradis. Celle de gauche est ornée de dragons ailés amphicéphales, gueule béante et crocs acérés ; à l'opposé, celle de droite montre des pampres de vigne symbolisant la vie nouvelle.

Portail nord
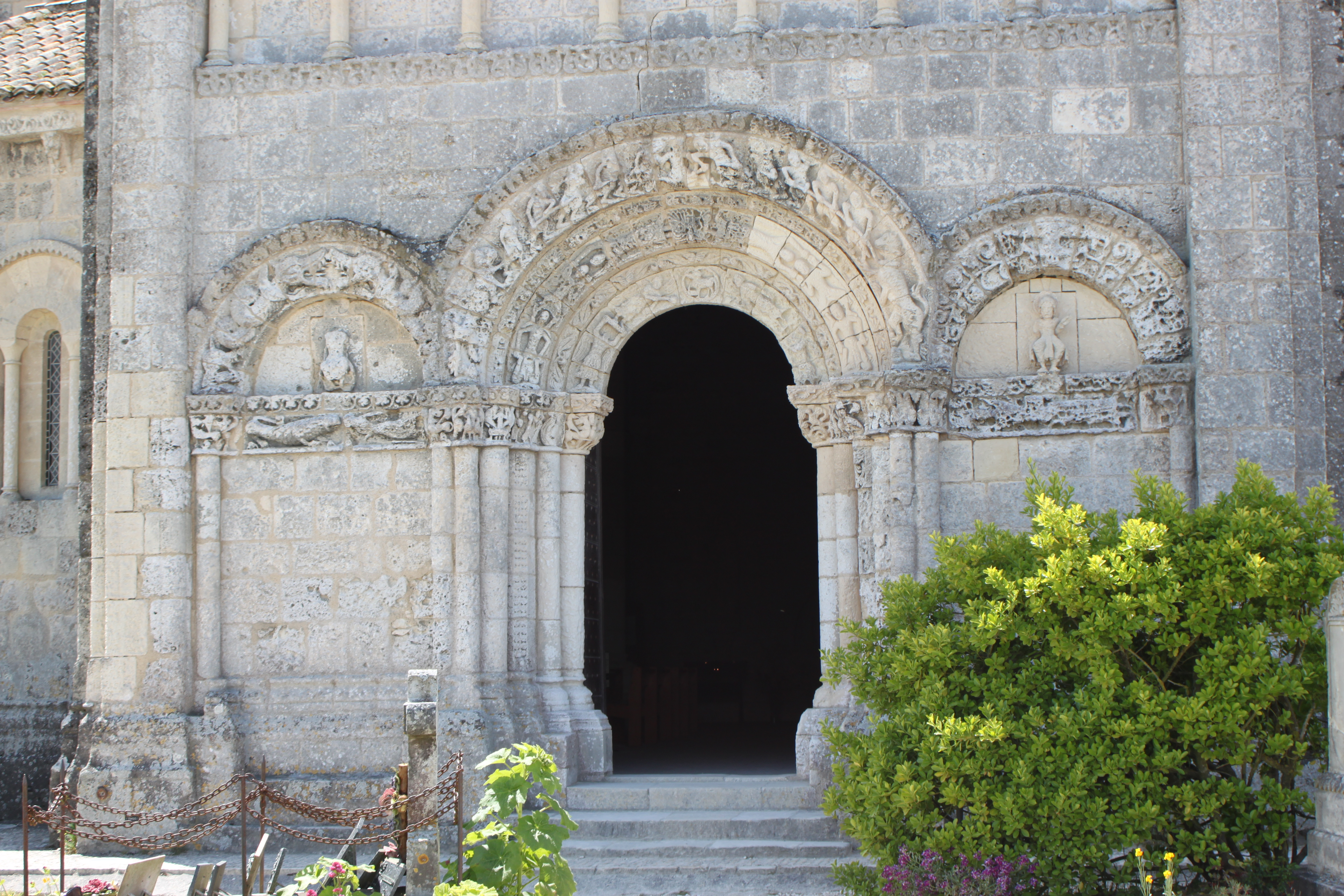
Portail nord à trois arcades.
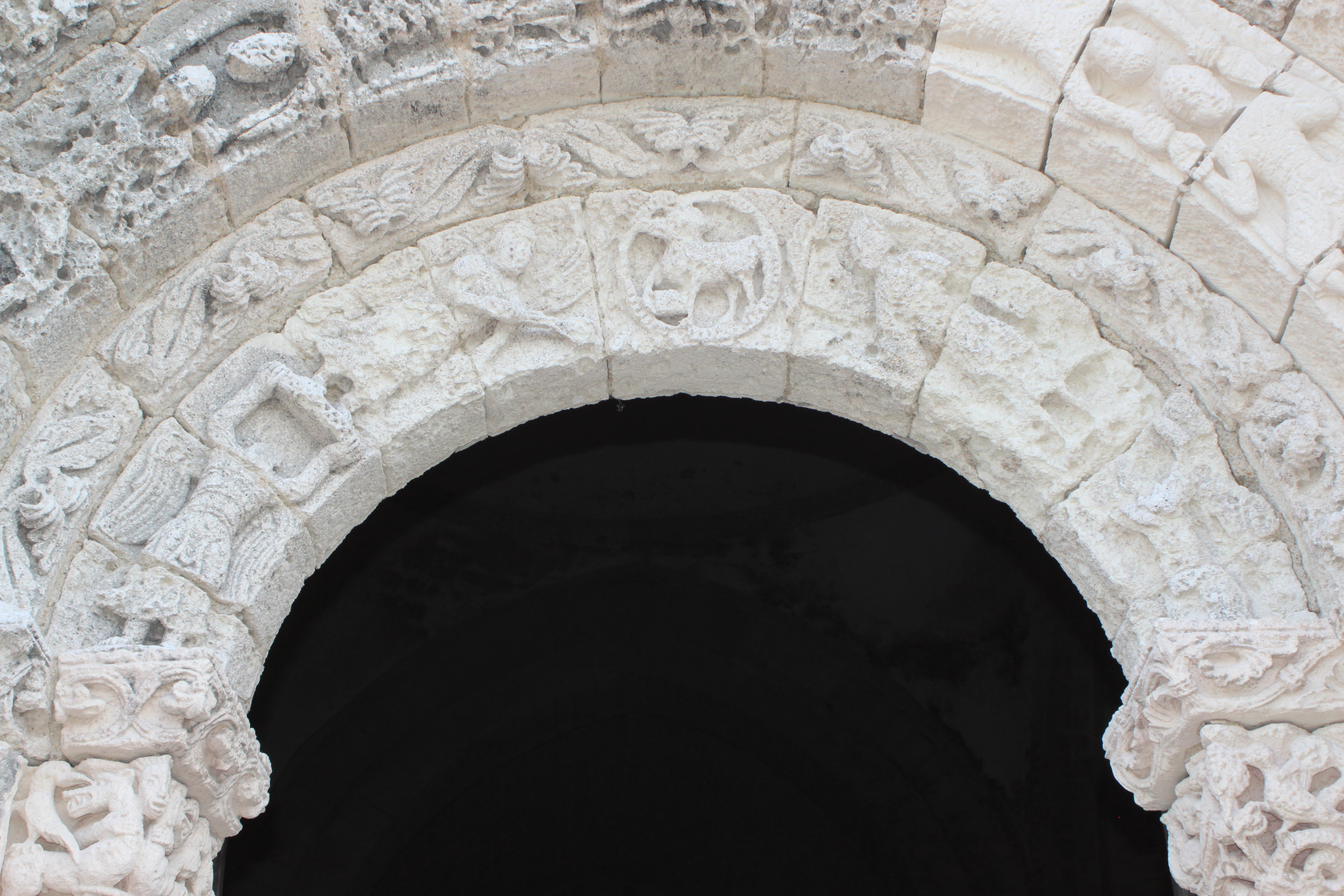
Arcade centrale.
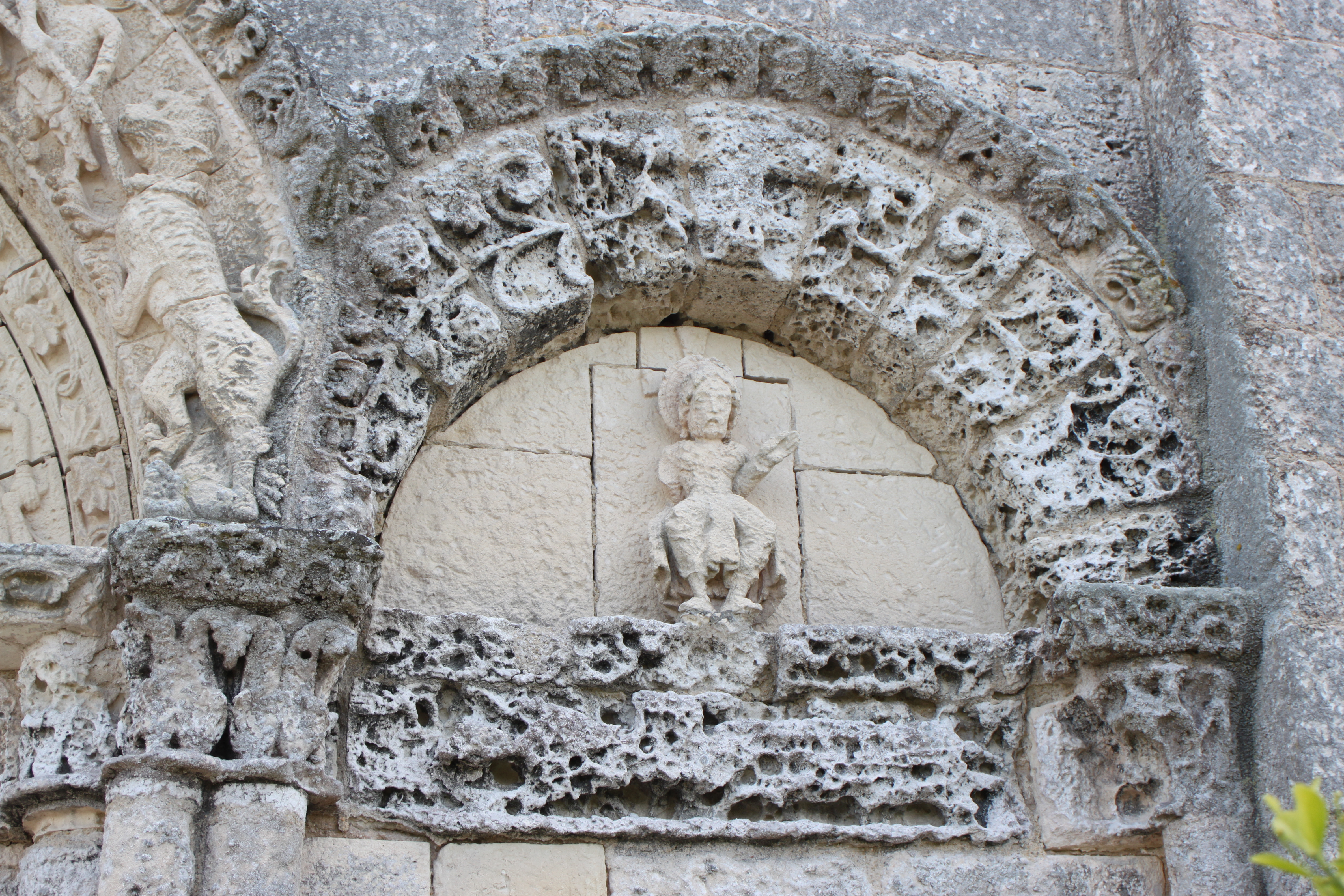
Arcade droite.
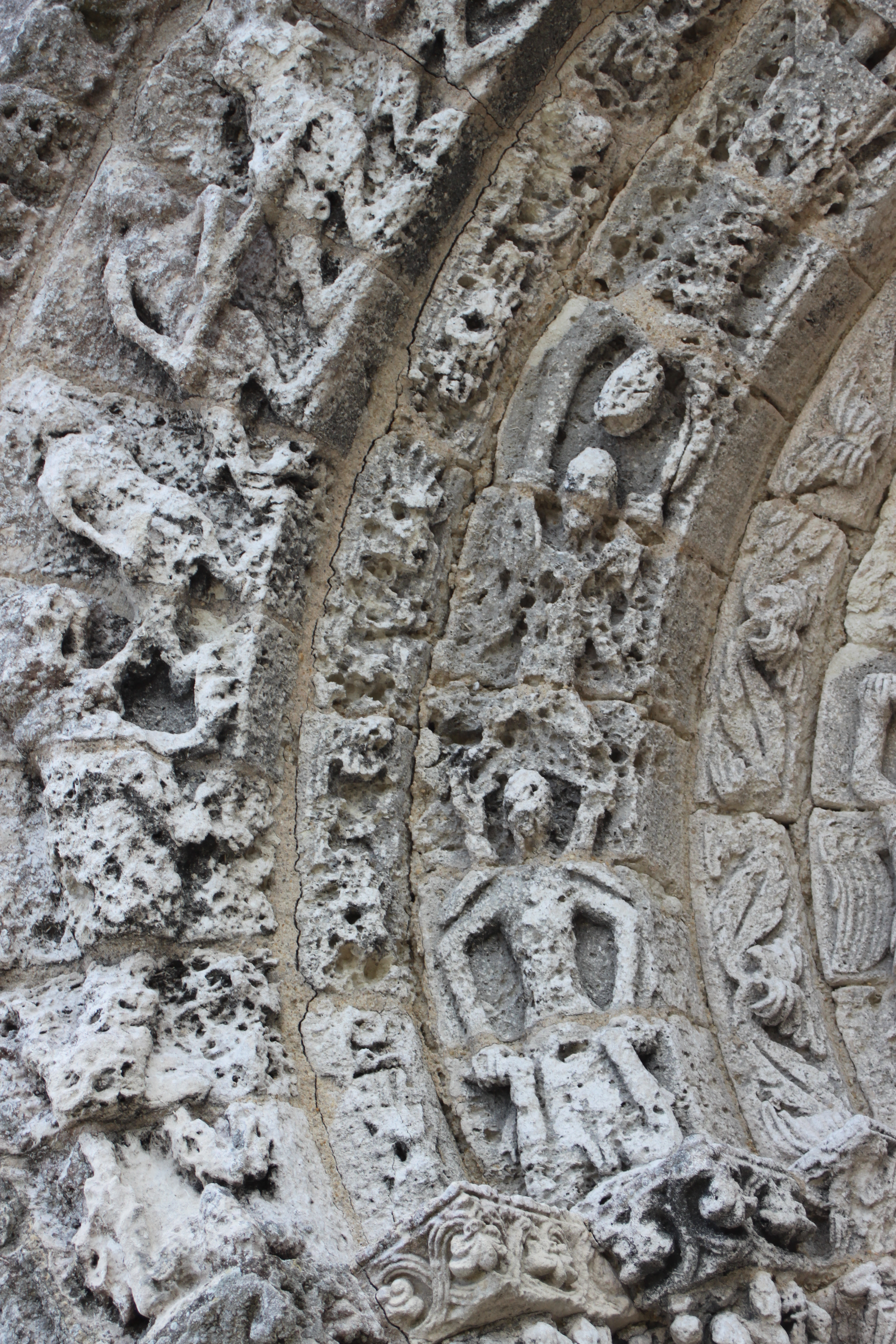
Voussures de l'arcade centrale, partie gauche.
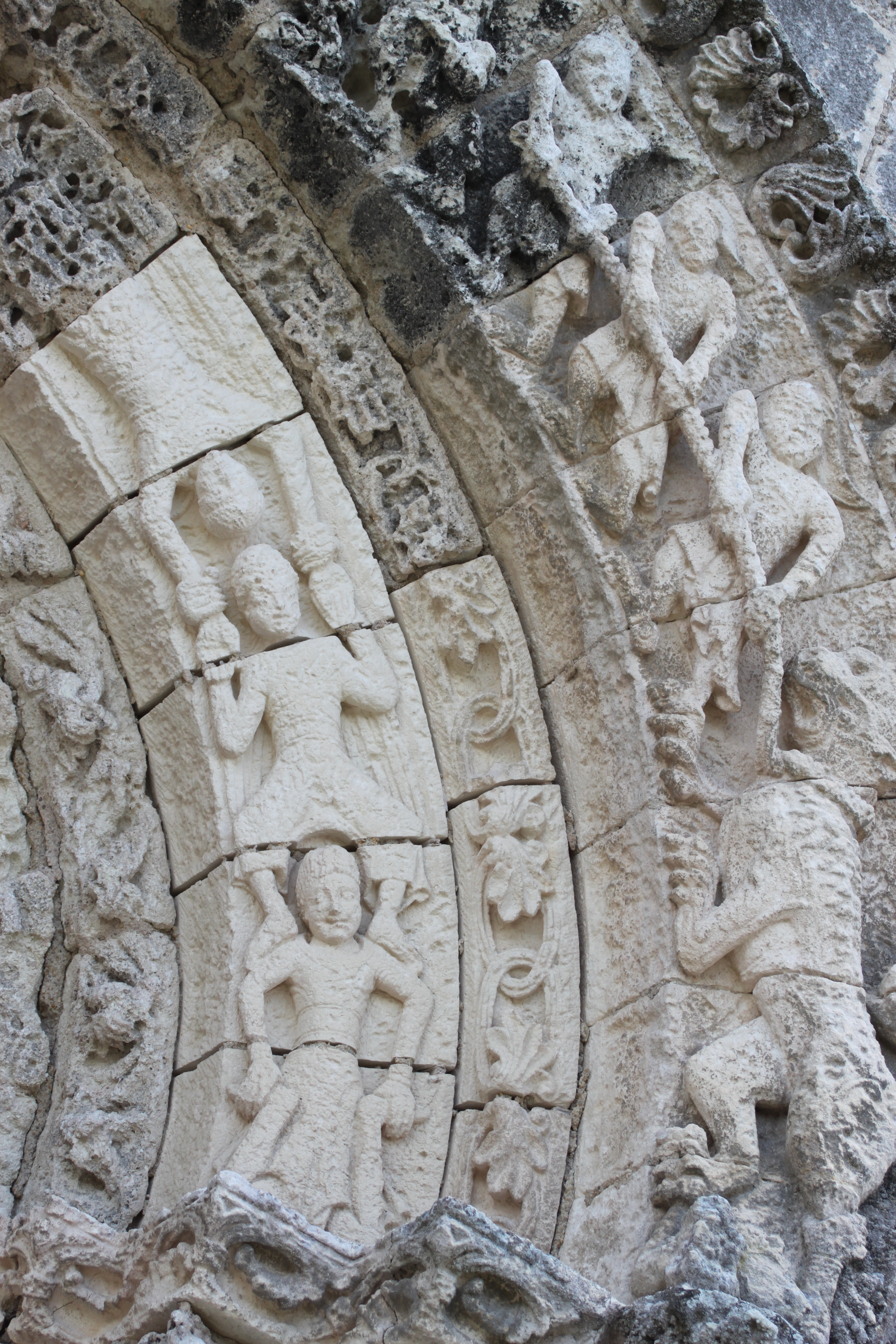
Voussures de l'arcade centrale, partie droite.

#### Chevet
À l'est, l'abside est divisé en cinq registres horizontaux par des contreforts-colonnes. Une partie du décor a été refaite lors de la restauration entamée dans les années 1960, notamment les modillons. Sur une colonnette de l'abside, un cadran solaire gravé porte la date de 1586.

Chevet
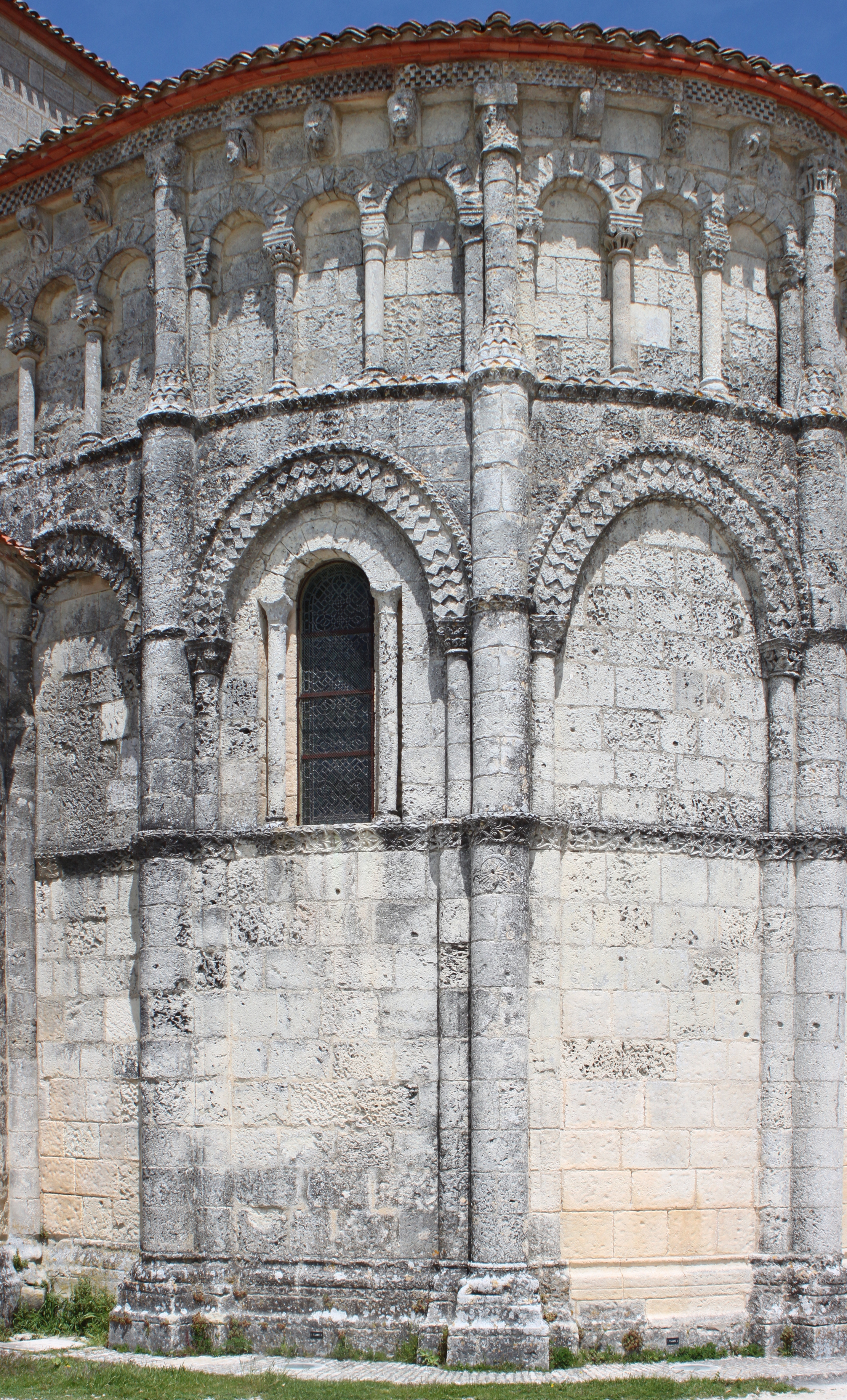
Abside.
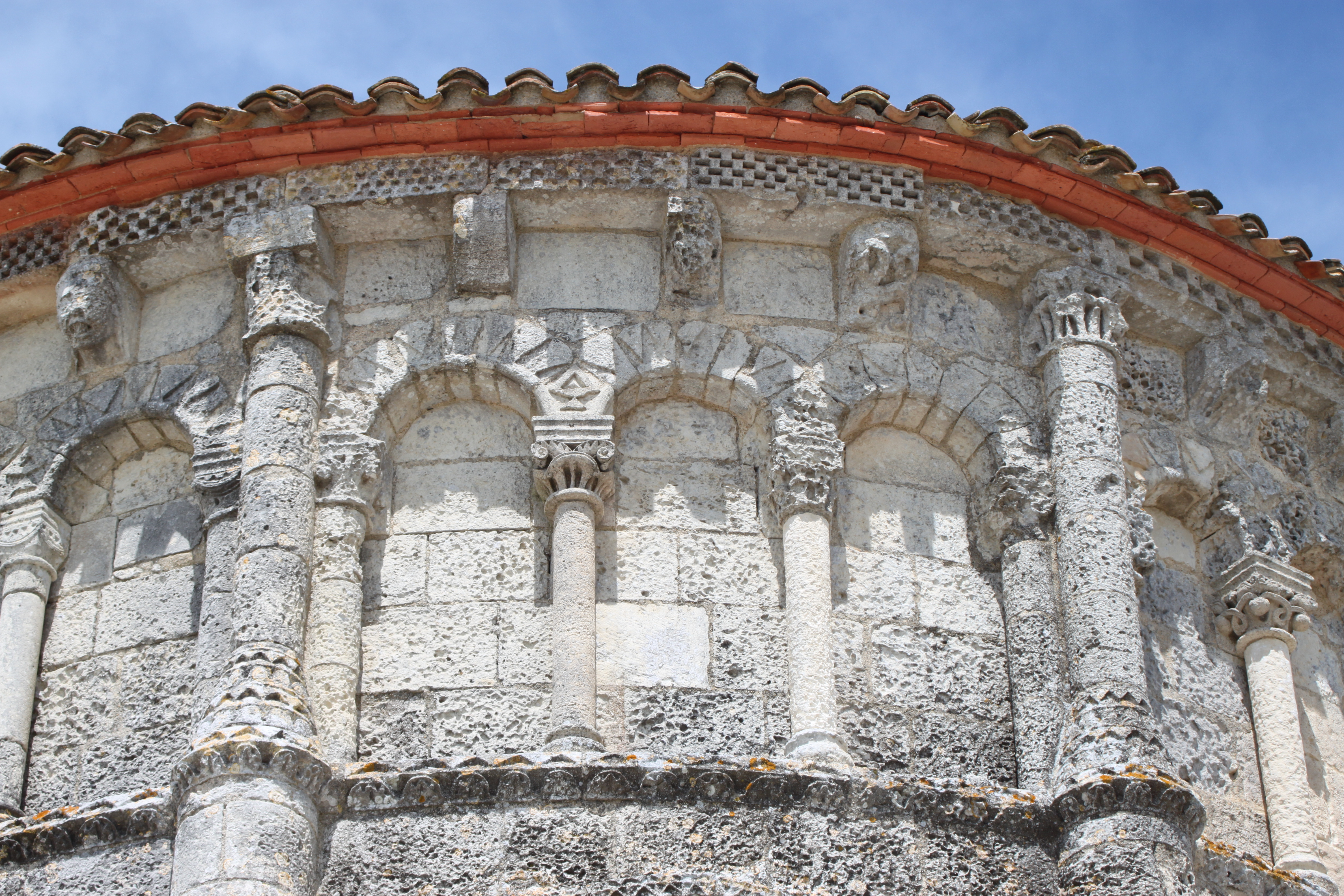
Abside.
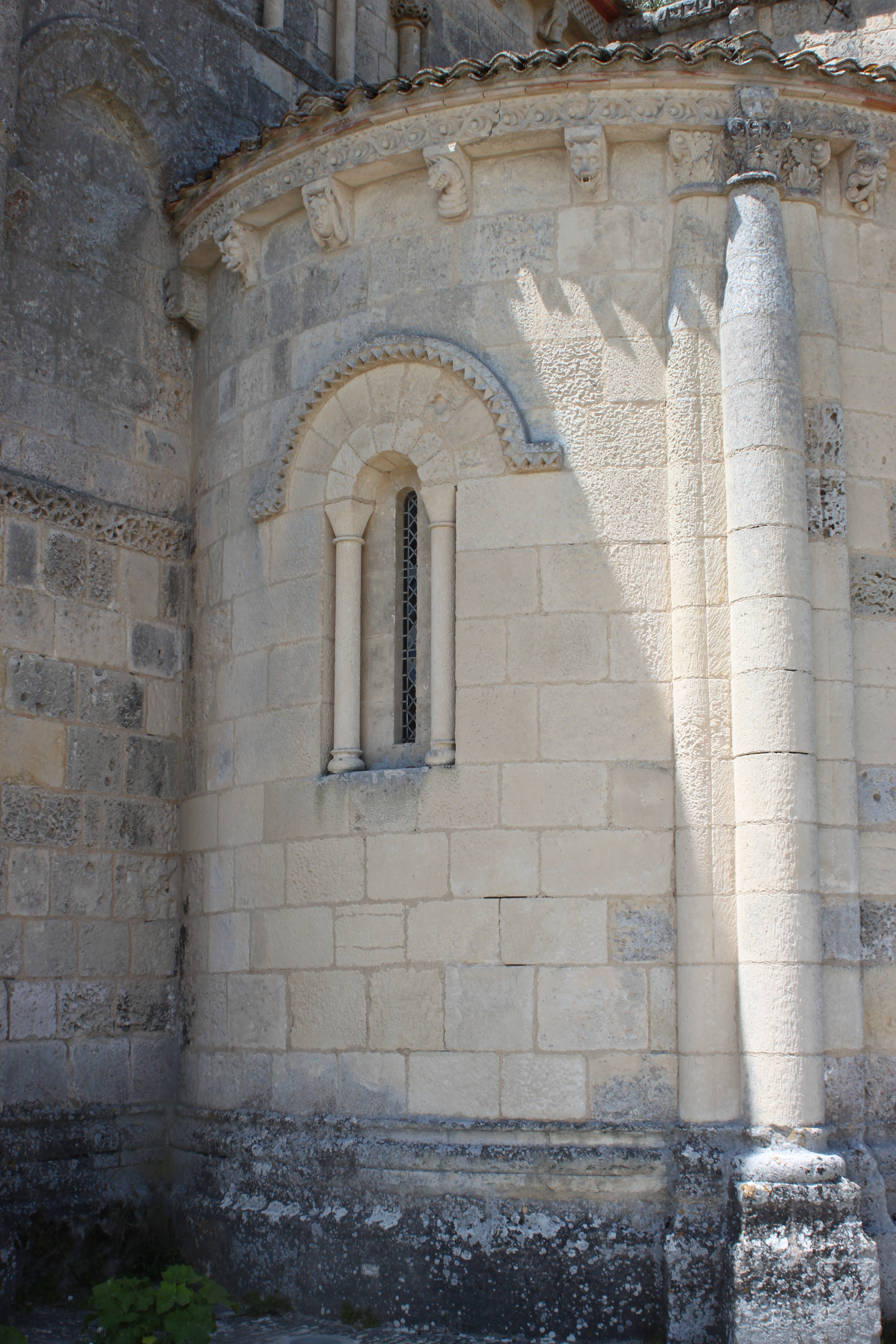
Absidiole nord.
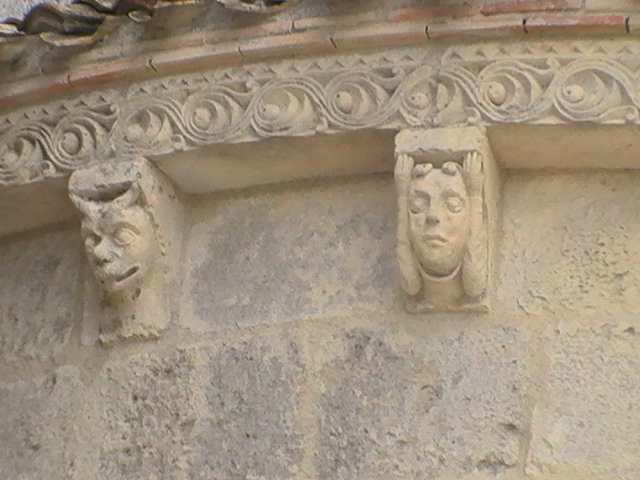
Modillons de l'absidiole nord.
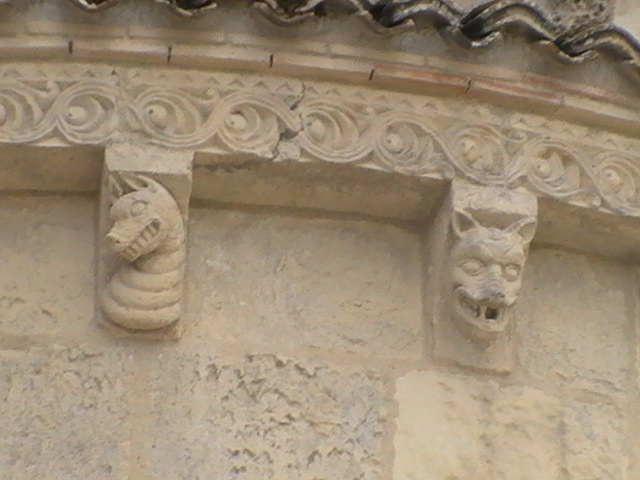
Modillons de l'absidiole nord.

### Intérieur
L'intérieur du sanctuaire contraste par sa sobriété. Présentant à l'origine un plan en croix latine, l'édifice est aujourd'hui limité à une nef d'une seule travée, un transept prolongé de deux absidioles, un avant-chœur de 8 mètres de long et une abside de 4,80 mètres de long, voûtée en cul de four. À la croisée du transept s'élève une coupole sur pendentifs.
De part et d'autre de la nef se trouvent deux escaliers conduisant à une crypte établie sur deux niveaux : au niveau inférieur était aménagé l'ossuaire, lui-même surmonté d'une chapelle funéraire.

Vues intérieures
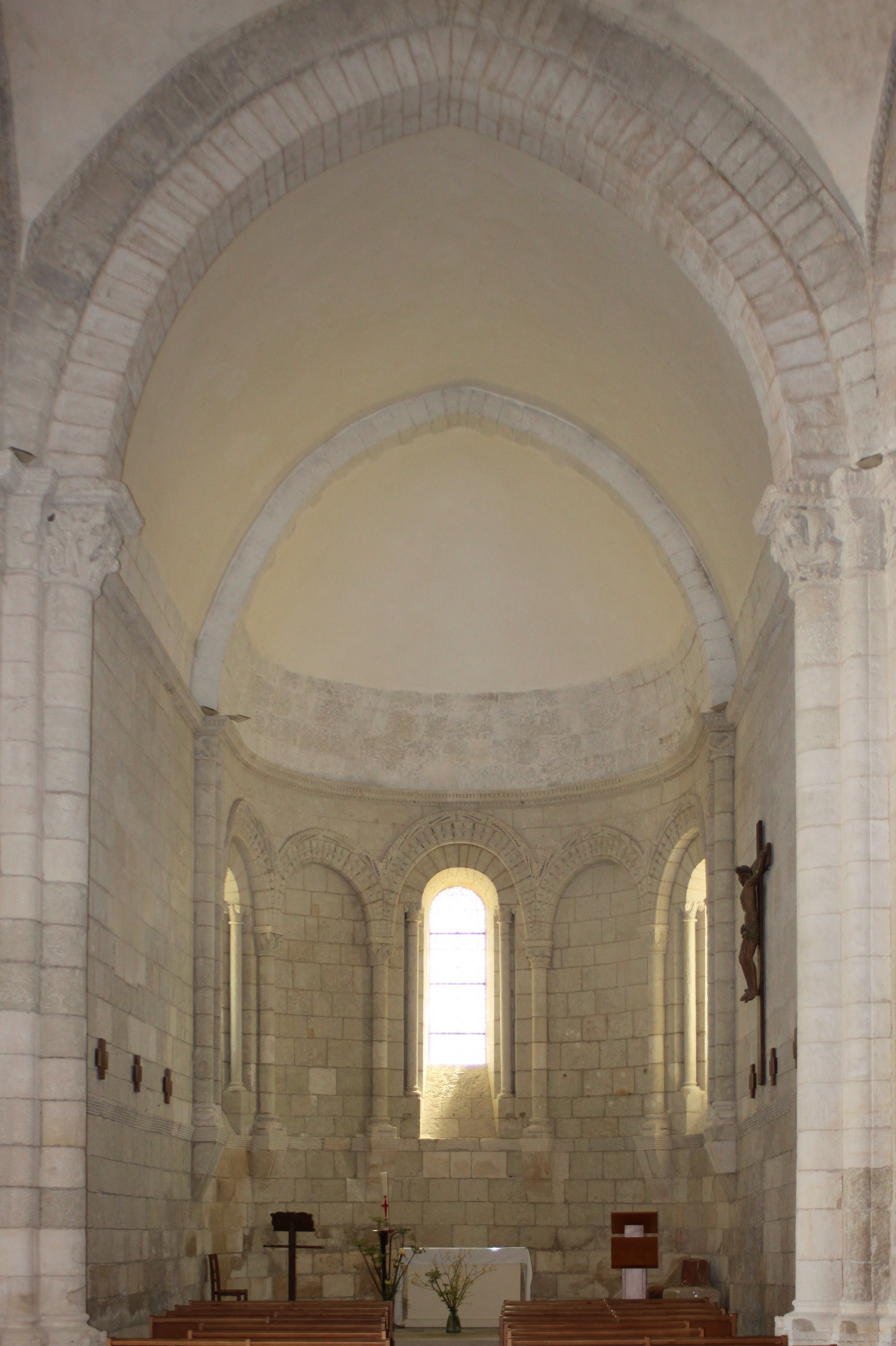
Nef.
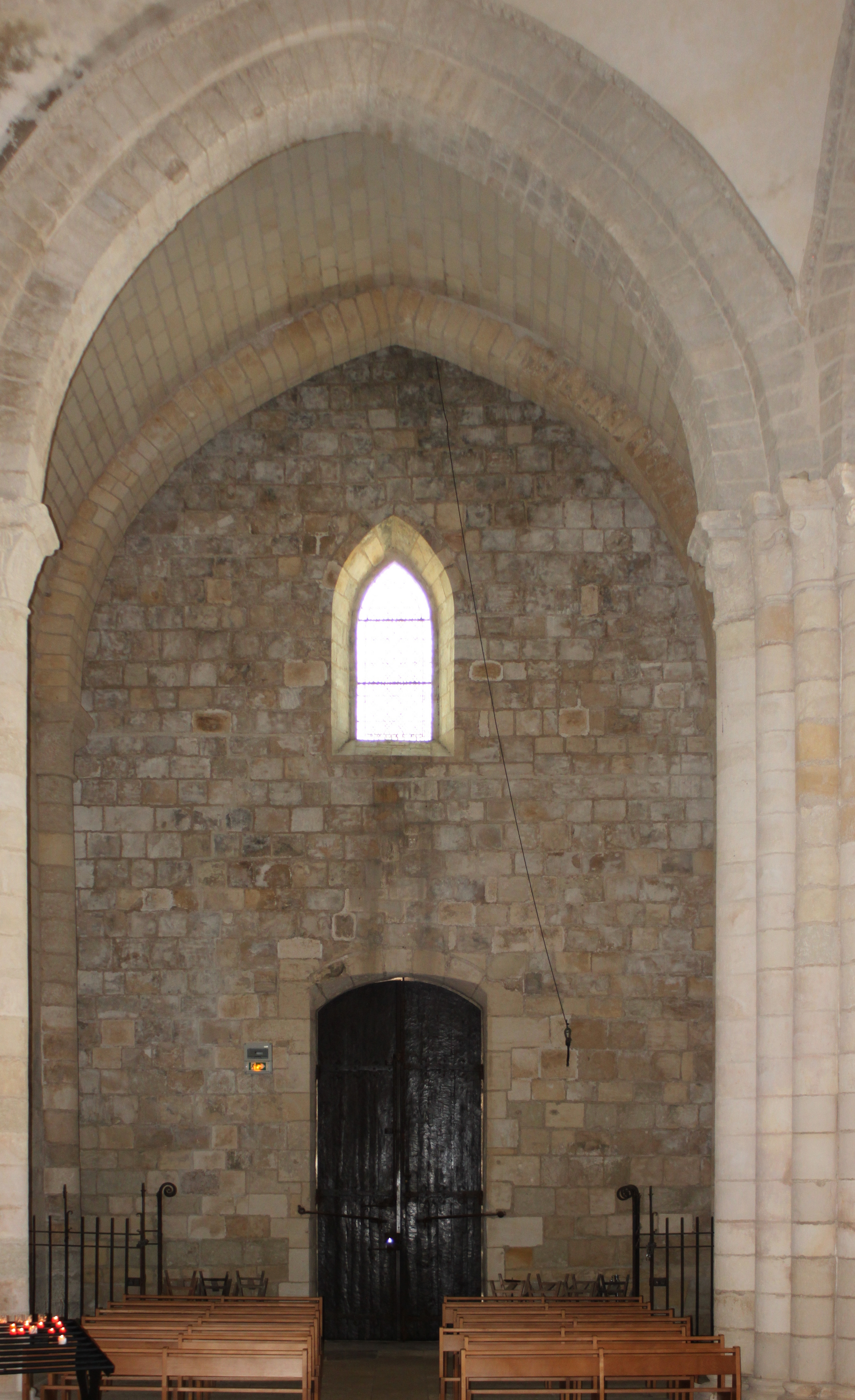
Intérieur du portail ouest.
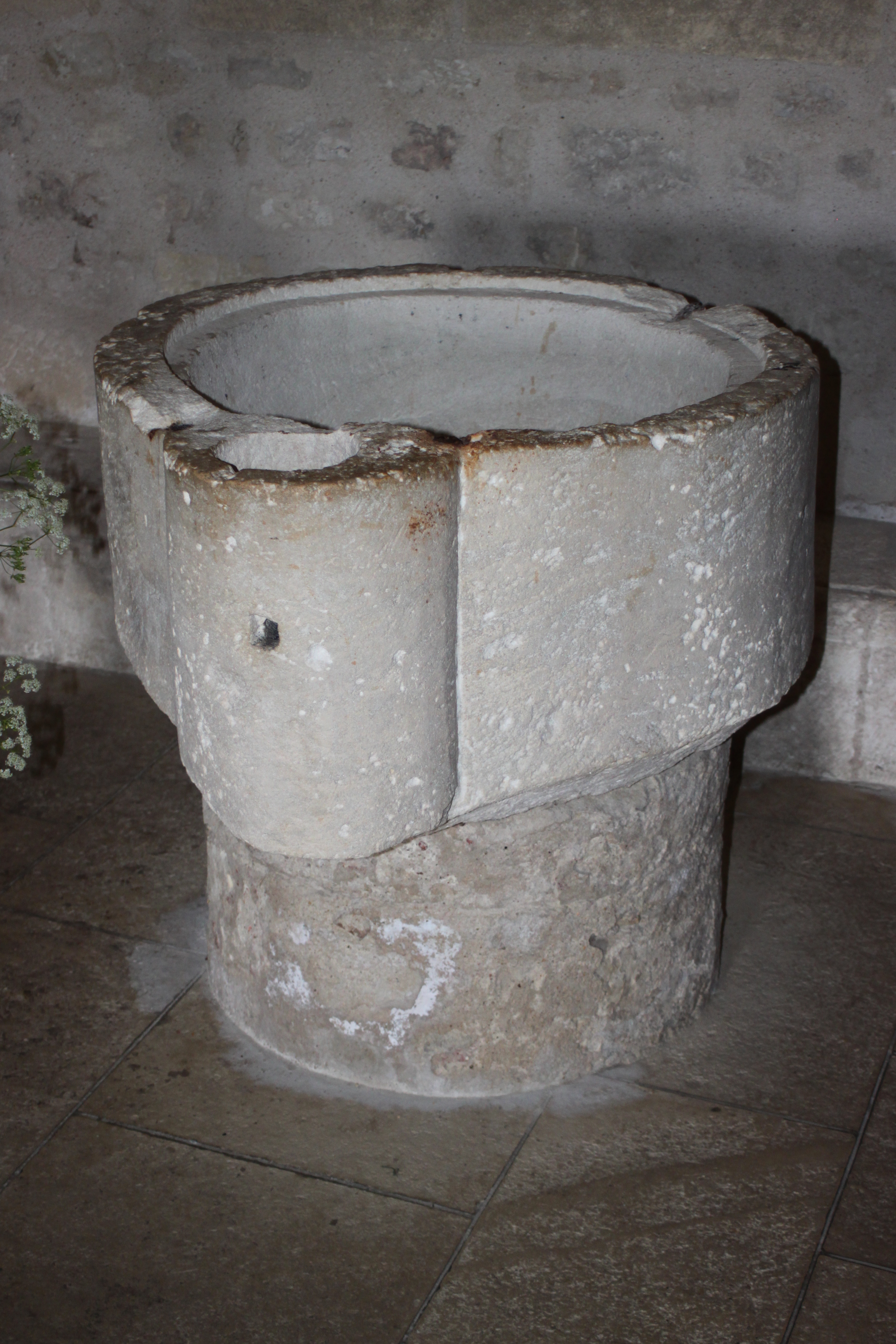
Fonts baptismaux.
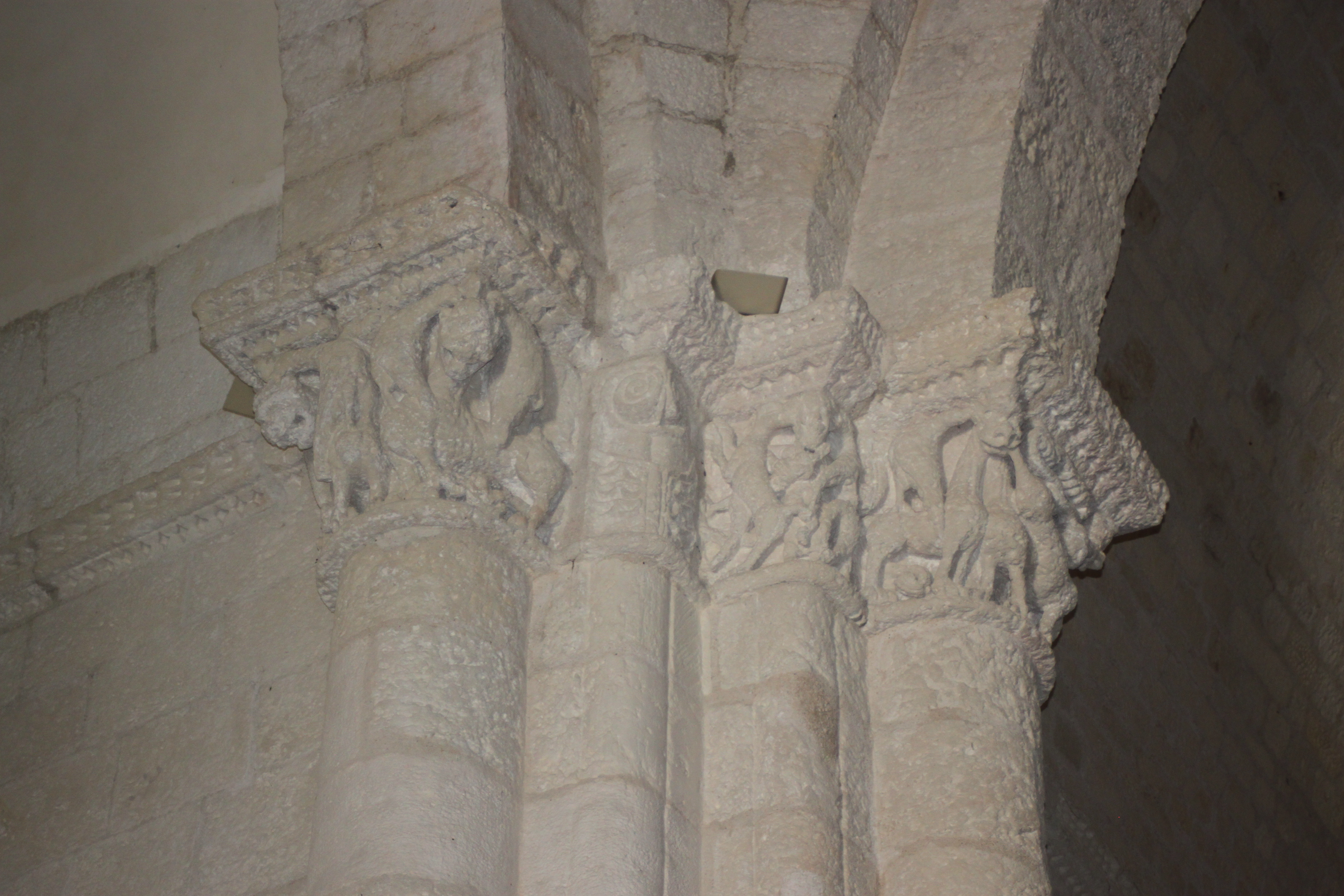
Chapiteau.
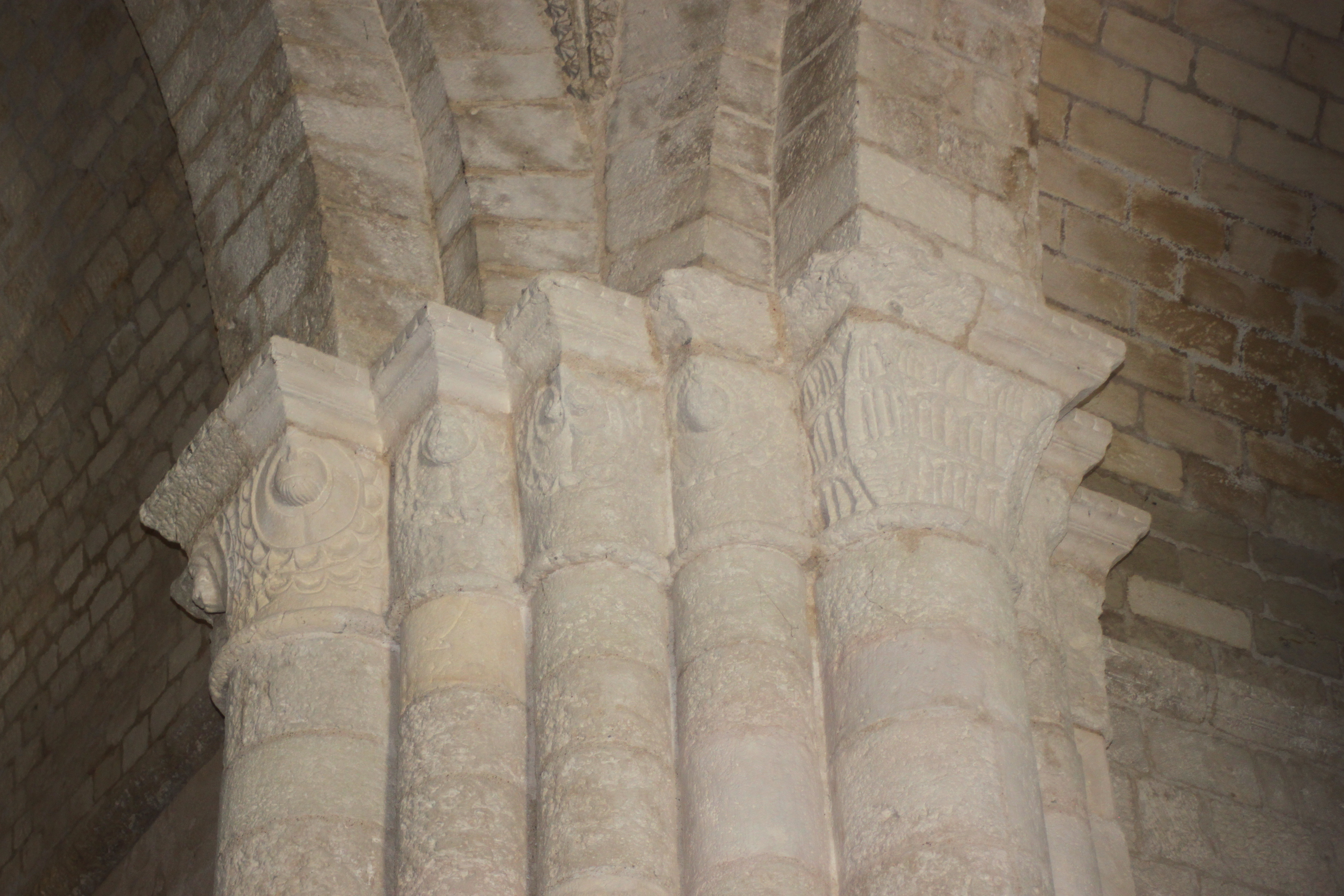
Chapiteau.
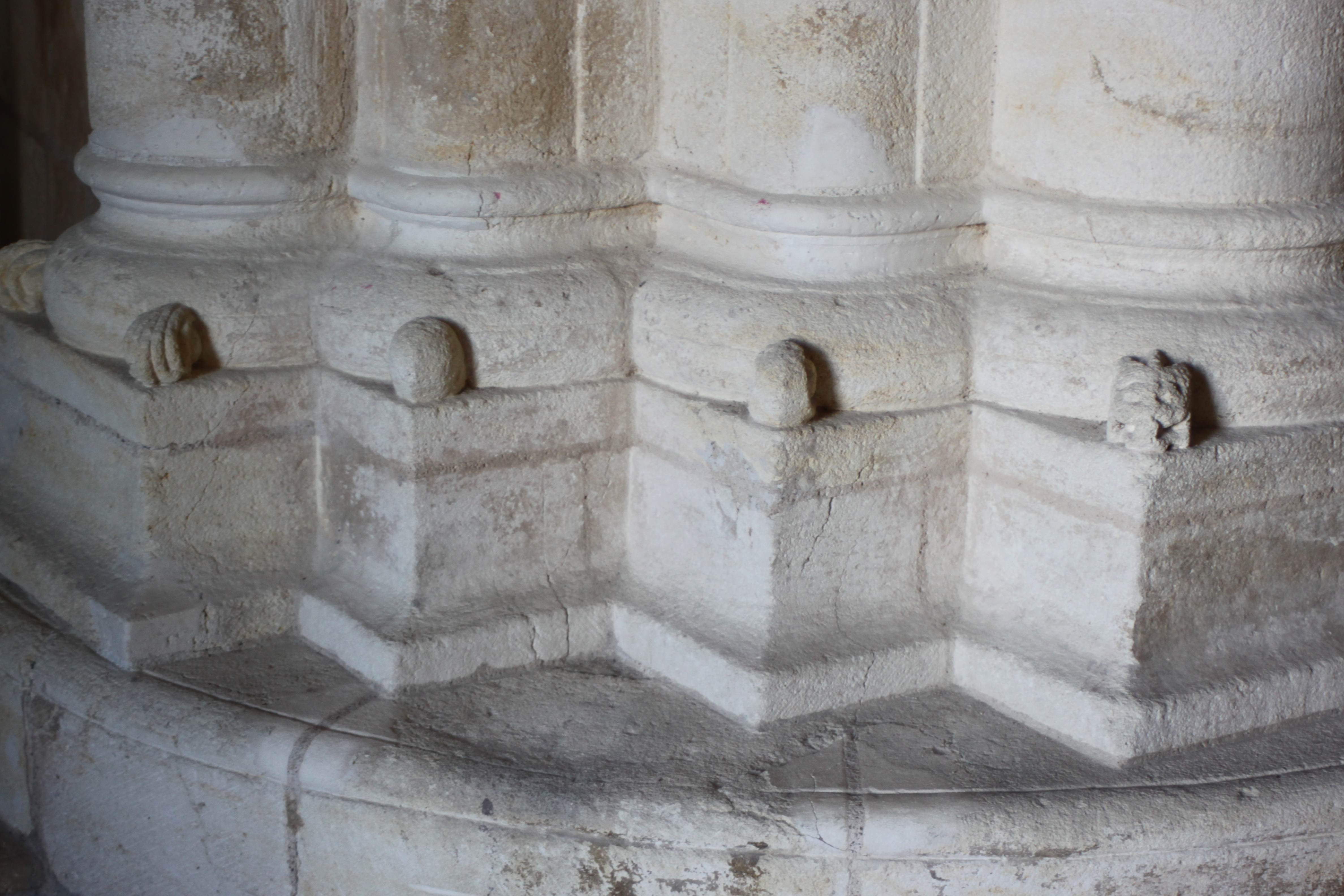
Embase d'un pilier.

Parmi le mobilier de l'église se trouve un christ en bois (restauré en 1995 après avoir été victime de vandalisme) et un antependium du XVIIe siècle. Une frégate ex-voto du XIXe siècle orne l'absidiole du croisillon nord.

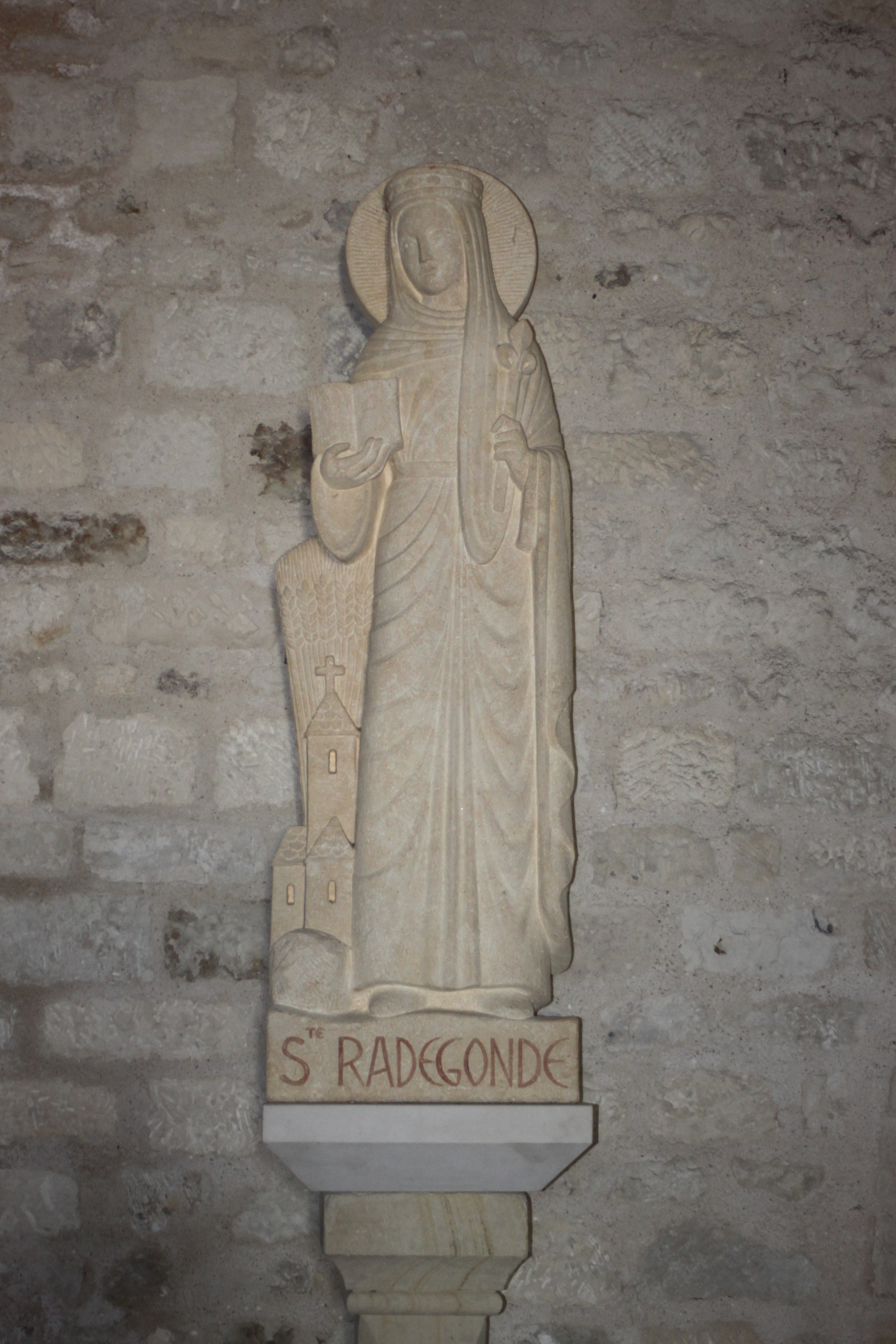
Sainte Radegonde.
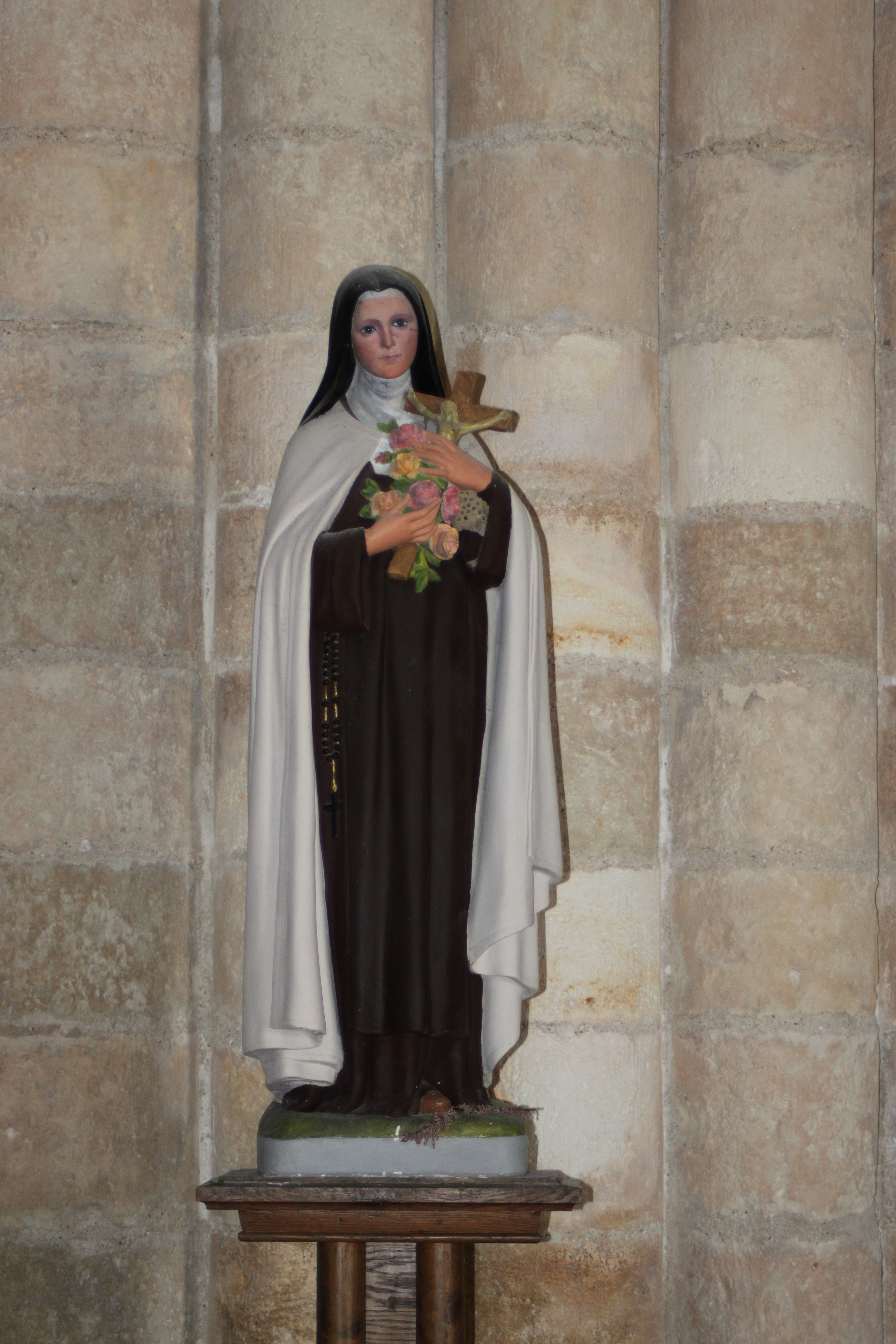
Sainte Thérèse.
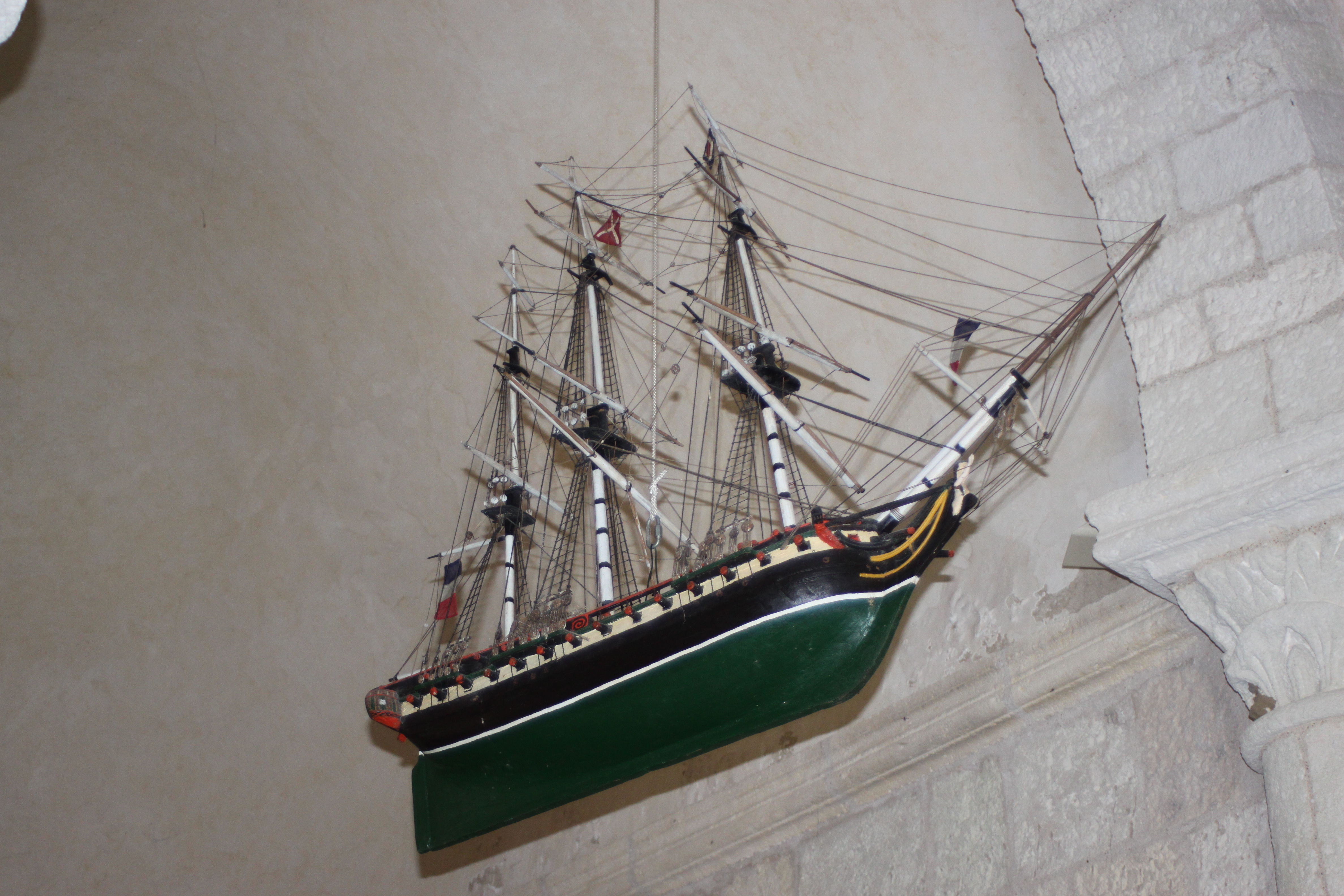
Frégate ex-voto.

### La cloche
Visible depuis l'extérieur, elle est située sur le faîtage du toit de la nef. Nommée "Gabrielle", elle donne un Si3, pèse environ 325 kg et a été fondue en 1962 par la fonderie Paccard, d'Annecy.
La cloche est électrifiée, son tableau de commande se situant derrière l'autel dédié à Marie, juste à côté du tableau électrique, près de l'entrée nord. Elle sonne une demi-heure avant chaque début de messe.

### Le cimetière marin
Le cimetière marin borde l'église sur son flanc septentrional. Héritier de l'ancien « Clouzit » médiéval (cimetière clos entourant traditionnellement les églises saintongeaises), il conserve des tombes datant du XVIIIe siècle.
Jusqu'au début des années cinquante, le cimetière était divisé en deux enclos distincts, l'un pour les catholiques, l'autre pour les protestants. Faisant la jonction entre les deux parcelles, une ancienne rue baptisée « Rue des canons » débouchait sur le parvis de l'église.
Le cimetière abrite toujours de nombreux cénotaphes, témoignages d'un renouveau de l'art funéraire dans le courant du XVIIIe siècle. L'un d'entre eux a été déplacé dans la cour du musée en 1996. L'épitaphe latine qui y est gravée célèbre la mémoire de l'épouse d'un capitaine de navire décédée en 1845.
Comme l'ensemble du village, le cimetière marin se pare de nombreuses roses trémières durant la saison estivale.
Il est classé monument historique depuis le 21 février 1934.

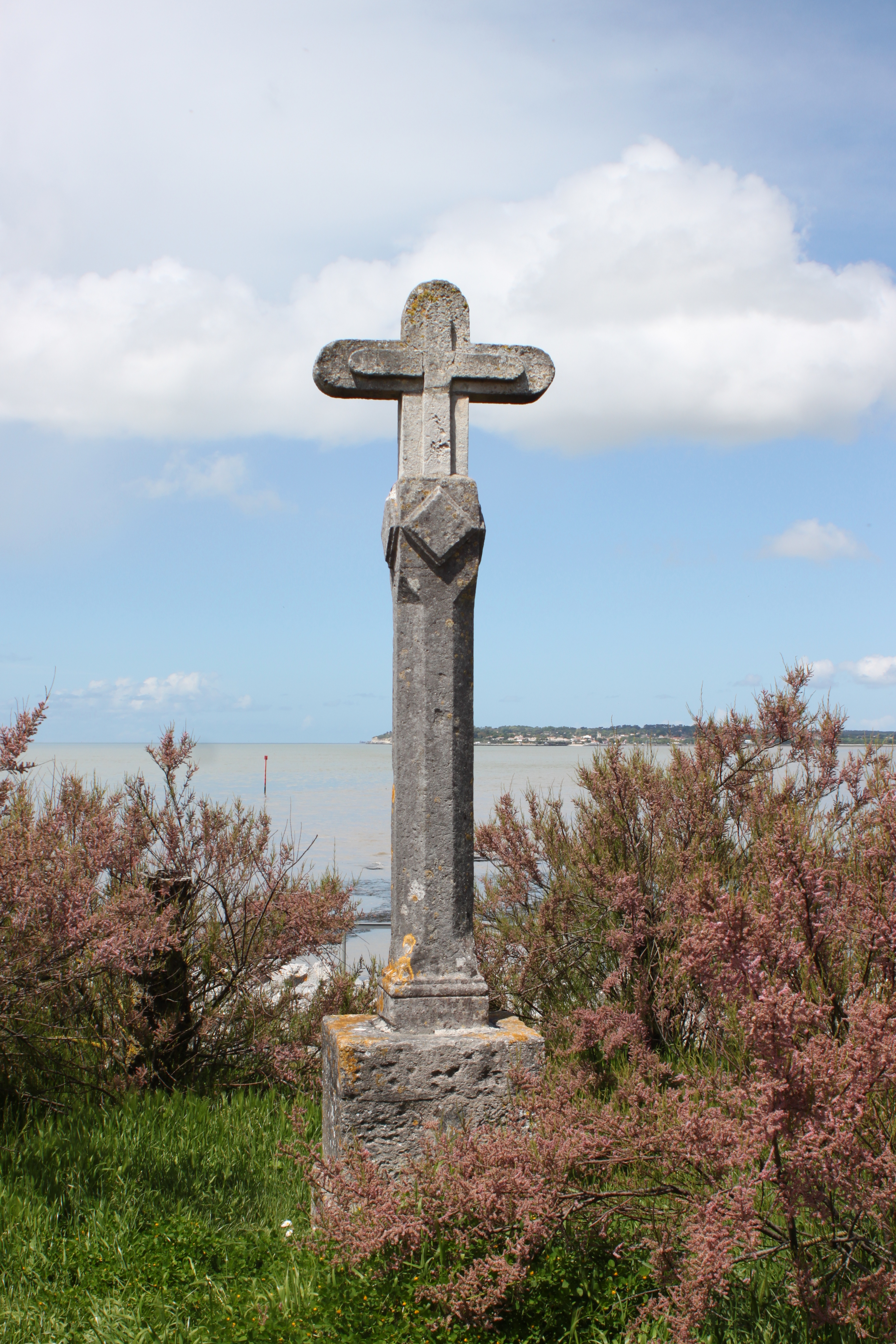
Croix du front de mer.
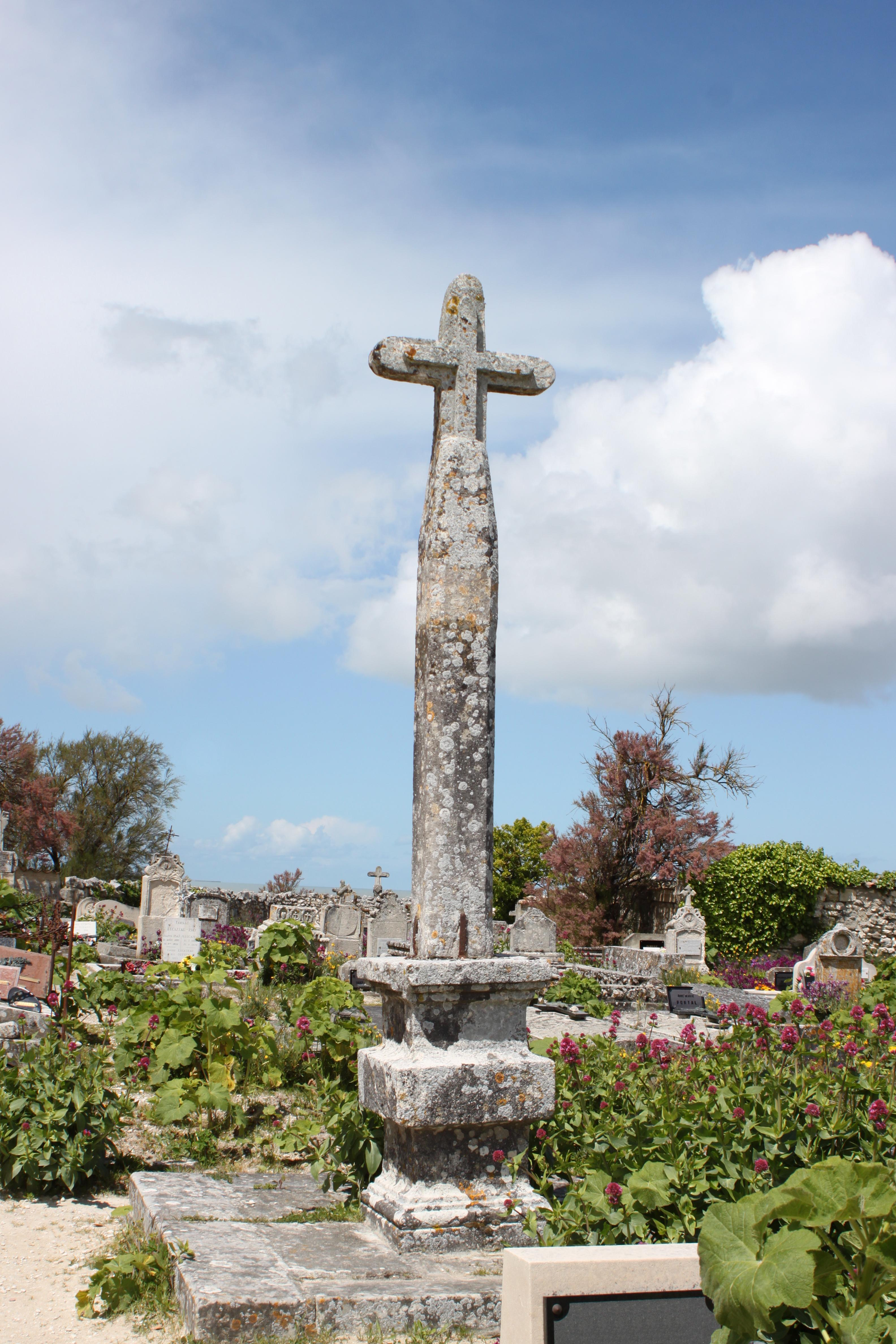
Croix du cimetière.
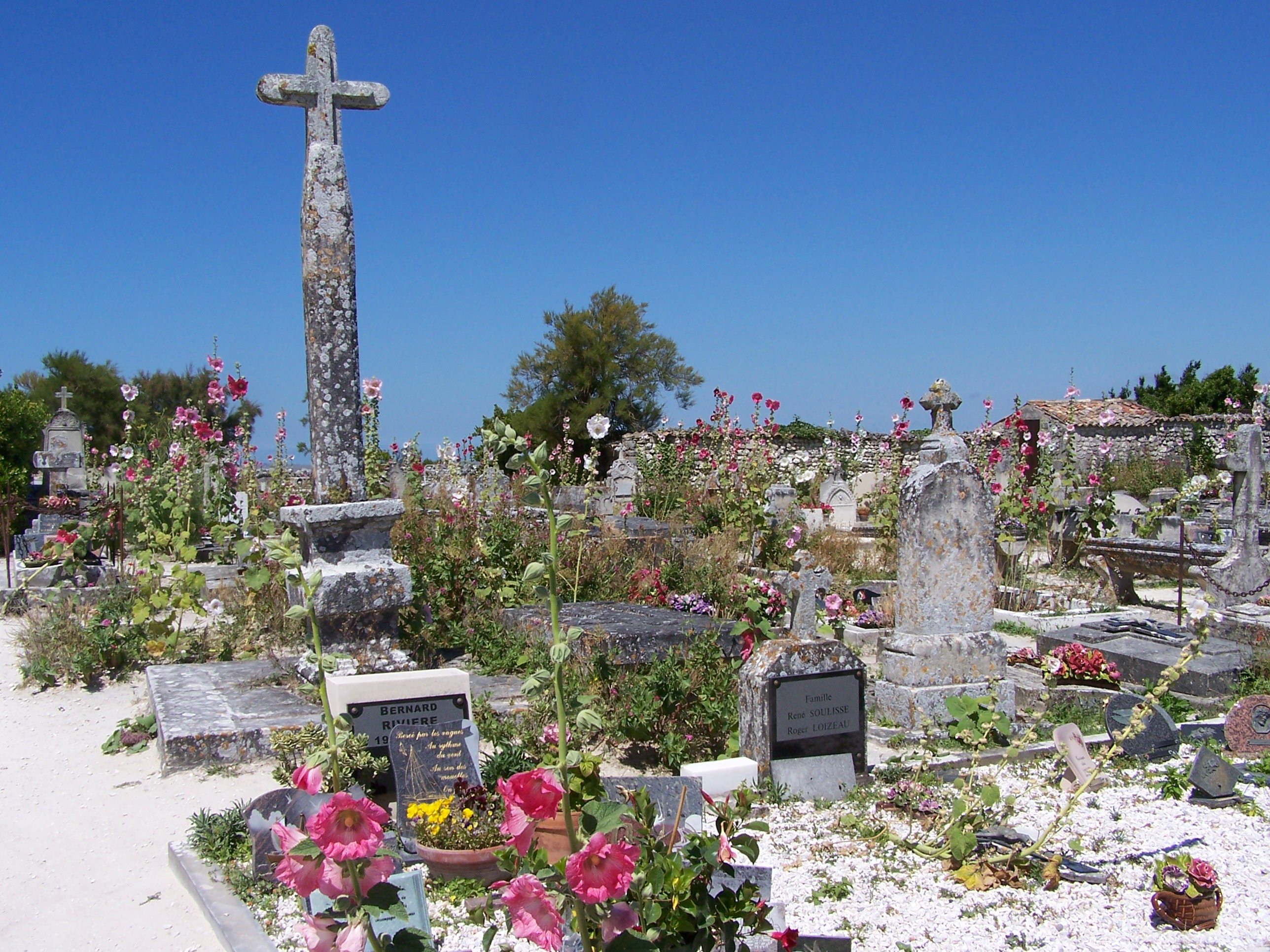
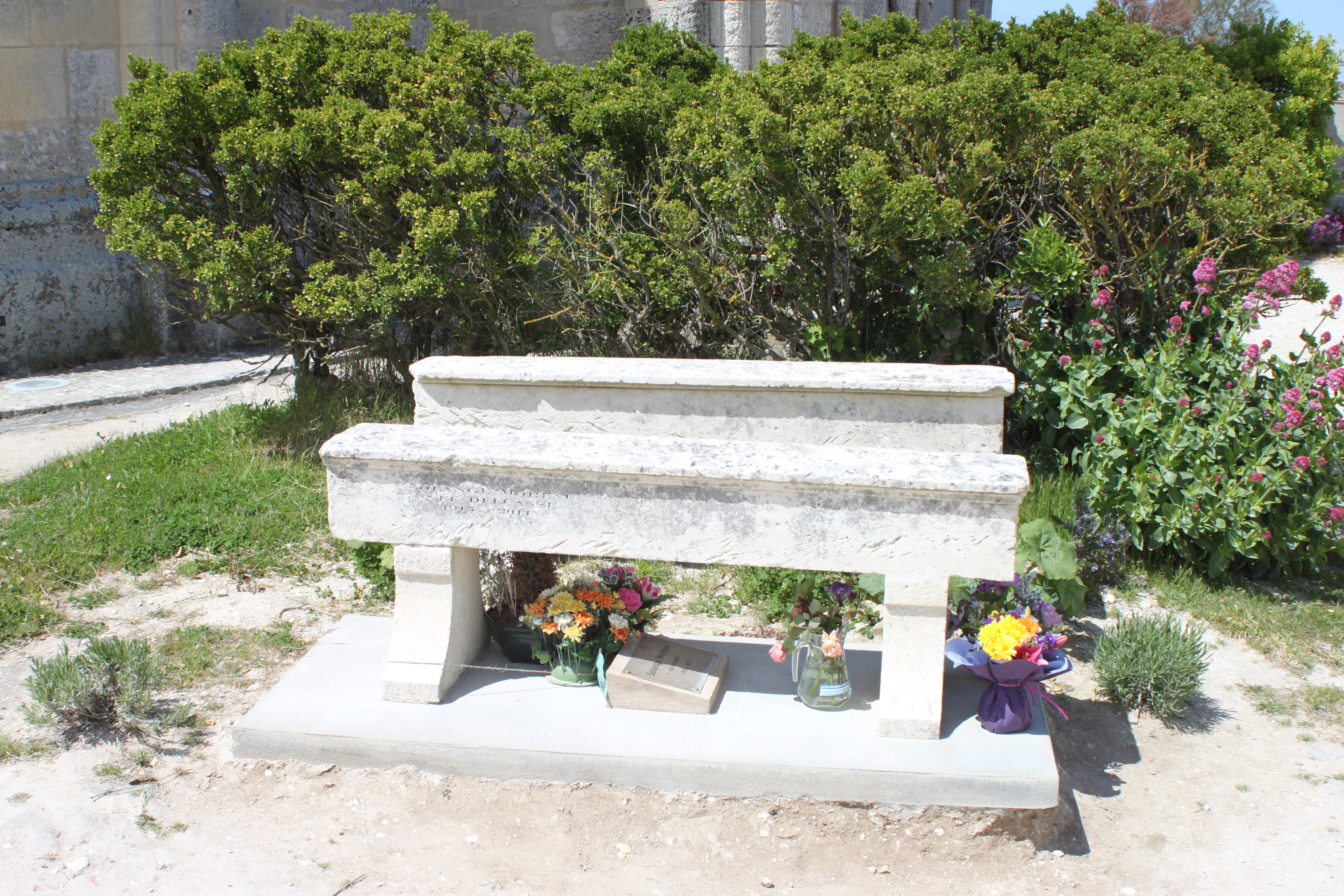
Tombe.
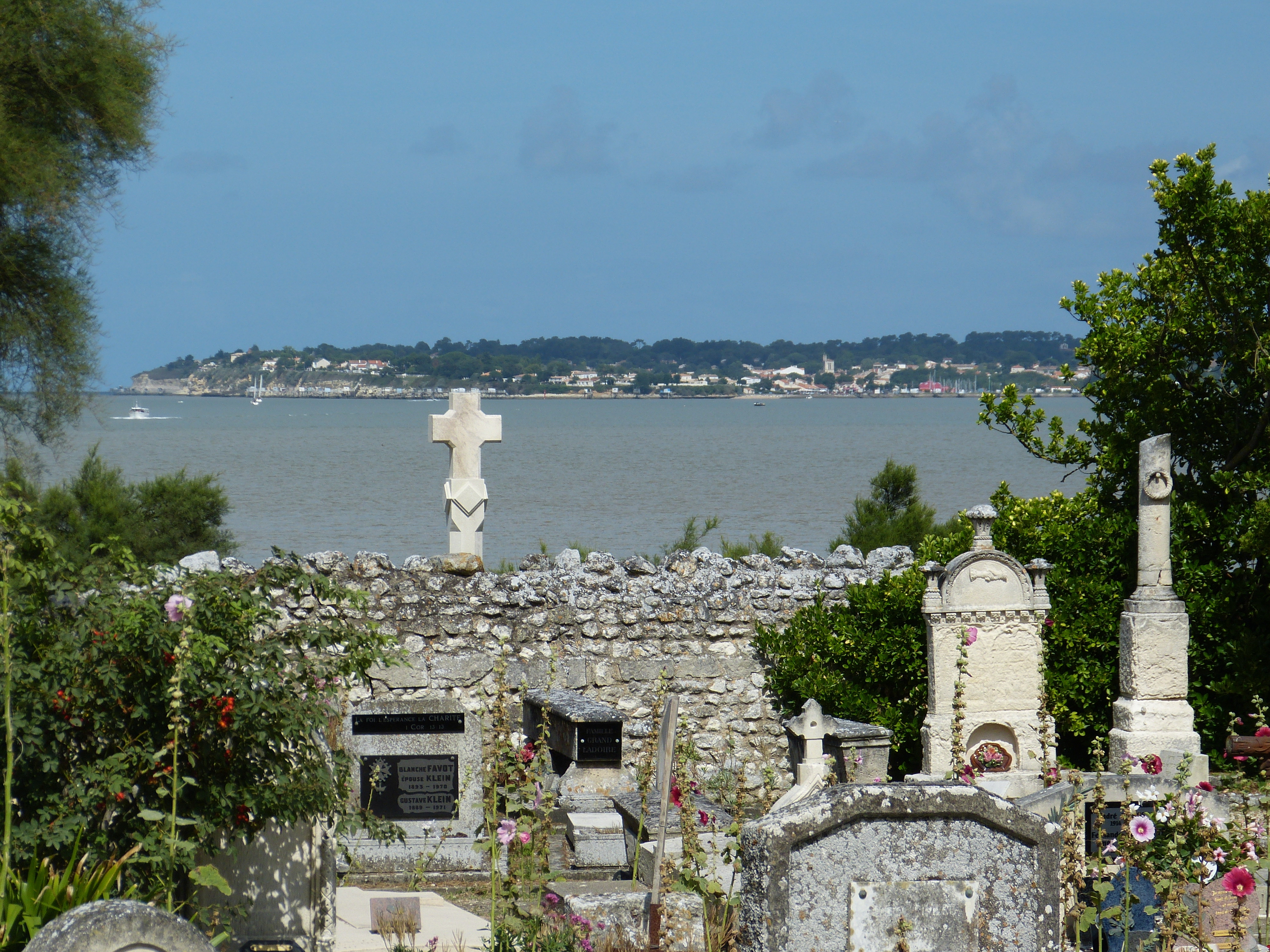